# Frank Grice
Frank Grice (13 tháng 11 năm 1908 – 1988) là một cầu thủ bóng đá người Anh thi đấu cho Linby Colliery, Notts County, Tottenham Hotspur, Glentoran và Dundalk.

## Sự nghiệp bóng đá
Grice bắt đầu sự nghiệp tại Linby Colliery trước khi gia nhập Notts County. Tiền vệ này thi đấu 102 trận và ghi 4 bàn cho đội bóng chủ sân Meadow Lane giai đoạn 1931–35. Năm 1935, Grice ký hợp đồng với Tottenham Hotspur nơi ông có thêm 55 trận và ghi 1 bàn trên mọi đấu trường. Sau khi rời White Hart Lane ông có khoảng thời gian ở Glentoran và cuối cùng là Dundalk.

## Sự nghiệp huấn luyện
Grice giữ chức huấn luyện viên của Glentoran giai đoạn 1948–1955.